# Паредеш-Секаш
Паредеш-Секаш (порт. Paredes Secas; МФА: [pɐ.ˈɾe.dɨʃ ˈse.kɐʃ]) — парафія в Португалії, у муніципалітеті Амареш. Розташована в північно-західній частині країни, на теренах історичної португальської провінції Дору-Міню. Входить до складу округу Брага. За адміністративним поділом, чинним до 1976 року, терени парафії були складовою провінції Міню. Належить до Бразької архідіоцезії Католицької церкви. Патрон — святий Михаїл. Площа — 1,7567 км². Населення — 166 ос. (2011). Слабо урбанізований регіон. Густота населення — 94,5 осіб/км²
. Код — 030115.

## Населення
| Кількість мешканців | Кількість мешканців | Кількість мешканців | Кількість мешканців | Кількість мешканців | Кількість мешканців | Кількість мешканців | Кількість мешканців | Кількість мешканців | Кількість мешканців | Кількість мешканців | Кількість мешканців | Кількість мешканців | Кількість мешканців | Кількість мешканців |
| ------------------- | ------------------- | ------------------- | ------------------- | ------------------- | ------------------- | ------------------- | ------------------- | ------------------- | ------------------- | ------------------- | ------------------- | ------------------- | ------------------- | ------------------- |
| 1864                | 1878                | 1890                | 1900                | 1911                | 1920                | 1930                | 1940                | 1950                | 1960                | 1970                | 1981                | 1991                | 2001                | 2011                |
| 228                 | 193                 | 219                 | 196                 | 225                 | 207                 | 204                 | 229                 | 245                 | 227                 | 218                 | 177                 | 186                 | 156                 | 166                 |